# 妙蓮寺駅
妙蓮寺駅（みょうれんじえき）は、神奈川県横浜市港北区菊名一丁目にある、東急電鉄東横線の駅である。駅番号はTY17。

## 歴史
- 1926年（大正15年）2月14日 - 妙蓮寺前駅として開業。貨物線と渡り線が設置されていた。
- 1931年（昭和6年）1月1日 - 妙蓮寺駅に改称。
- 1935年（昭和10年） - 貨物ホーム撤去。
- 1965年（昭和40年） - 渡り線撤去。この頃に構内踏切を廃止して、地下道化。
- 2002年（平成14年）6月 - 下りホームに改札口が開設される[2]。

### 駅名の由来
妙蓮寺が東横線敷設時に敷地提供をする代わりに妙蓮寺前駅を作らせた。
妙蓮寺駅の駅名標や路線図で表記される「蓮」は二点しんにょうであるが、かつて5050系やY500系の車内モニター、および9000系のLED式車内案内表示器では「蓮」は一点しんにょうで表示されていた。

## 駅構造
相対式ホーム2面2線を有する地上駅であり、菊名駅方は非常用延長部（通常は柵で封鎖されており、ホームドアもない）を含めて高架式・白楽駅方は地上式である。
改札口は上下ホームの白楽駅方に2か所（正面口・東口）あり、改札内は地下通路でも連絡しているため、反対側の改札口から入ってもそれぞれのホームに行き来できる。以前は改札口（正面口）が上りホームにしか無く、下りホームとの往来には地下通路を経由する必要があったが、2002年に下りホームにも改札口（東口）が新設された。さらに、待合室（上下ホーム）とトイレ（上りホームのみ）も設置され、男女各トイレには多機能トイレを併設している。
このような駅構造のため、東急東横線の駅で唯一エレベーター・エスカレーターともに設置されていない。

### のりば
| 番線 | 路線   | 方向 | 行先                         |
| ---- | ------ | ---- | ---------------------------- |
| 1    | 東横線 | 下り | 横浜・元町・中華街方面       |
| 2    | 東横線 | 上り | 渋谷・池袋・川越市・所沢方面 |

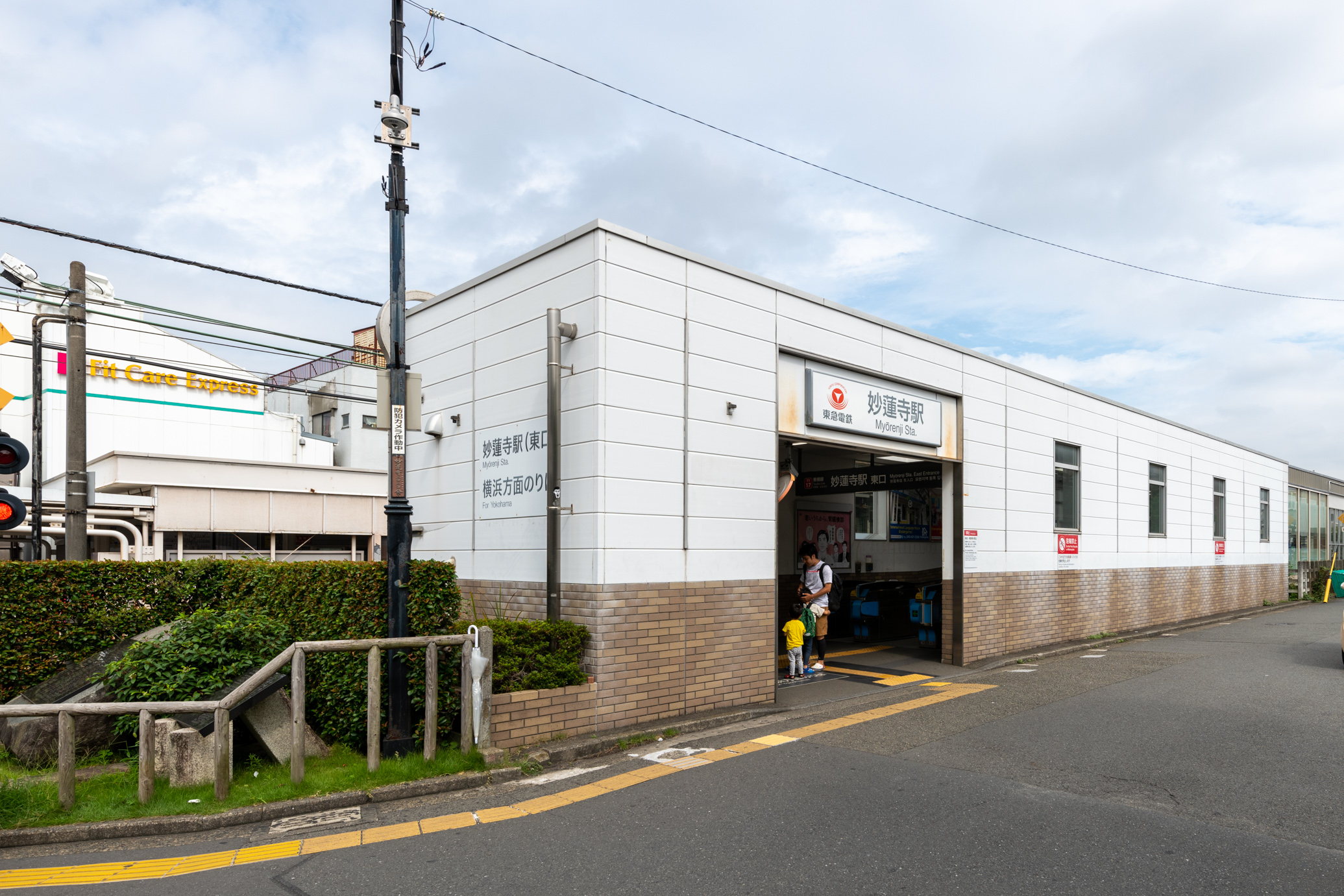
東口（2022年8月）
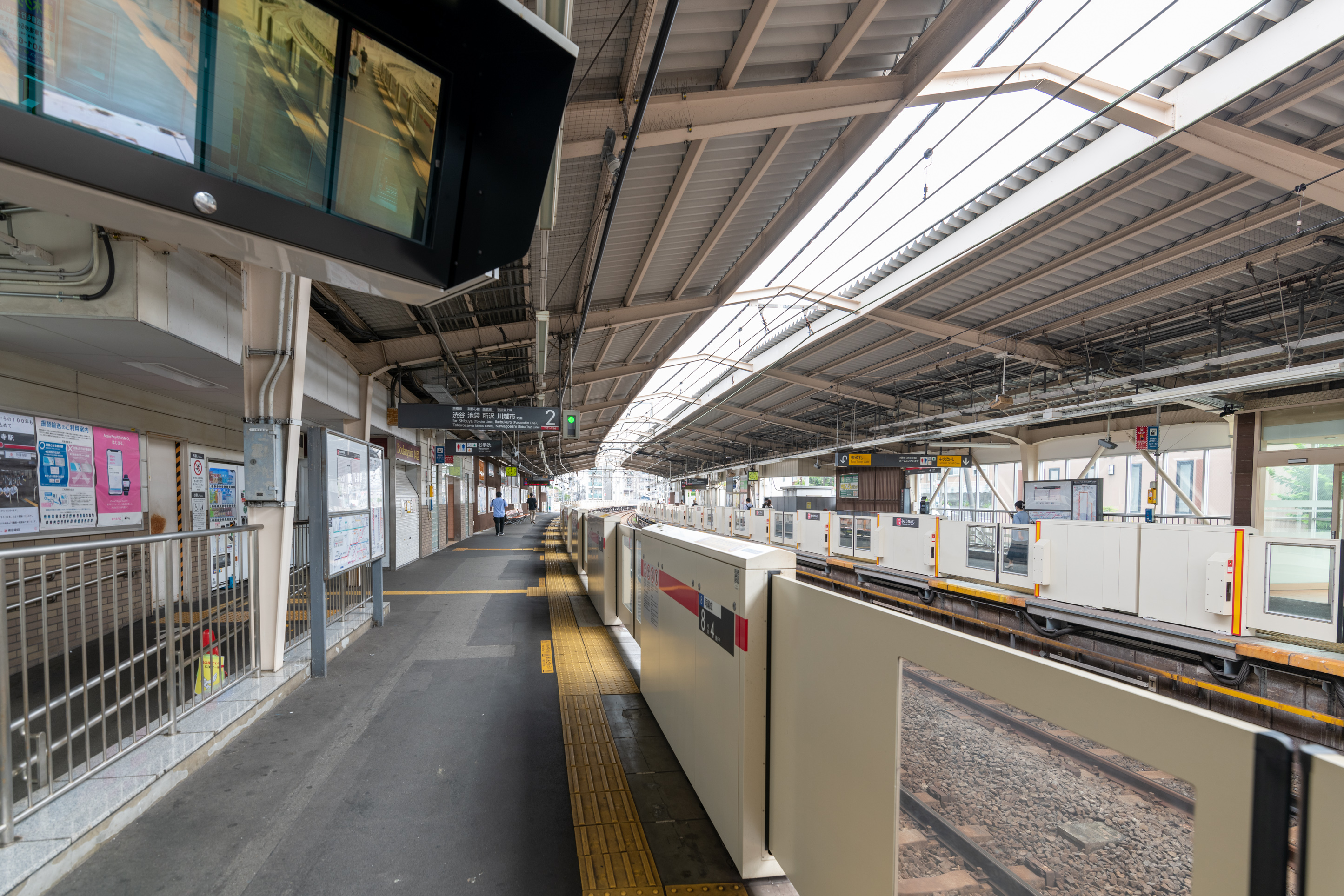
ホーム（2022年8月）

## 利用状況
2024年度の1日平均乗降人員は24,996人である。
近年の1日平均乗降・乗車人員は下記の通り。
| 年度               | 1日平均 乗降人員 | 1日平均 乗車人員 | 出典     |
| ------------------ | ---------------- | ---------------- | -------- |
| 1980年（昭和55年） |                  | 13,781           |          |
| 1981年（昭和56年） |                  | 14,170           |          |
| 1982年（昭和57年） |                  | 14,362           |          |
| 1983年（昭和58年） |                  | 14,628           |          |
| 1984年（昭和59年） |                  | 14,696           |          |
| 1985年（昭和60年） |                  | 14,896           |          |
| 1986年（昭和61年） |                  | 15,258           |          |
| 1987年（昭和62年） |                  | 15,626           |          |
| 1988年（昭和63年） |                  | 16,058           |          |
| 1989年（平成元年） |                  | 16,337           |          |
| 1990年（平成02年） |                  | 16,838           |          |
| 1991年（平成03年） |                  | 16,956           |          |
| 1992年（平成04年） |                  | 16,701           |          |
| 1993年（平成05年） |                  | 16,687           |          |
| 1994年（平成06年） |                  | 16,832           |          |
| 1995年（平成07年） |                  | 16,719           | [ * 1 ]  |
| 1996年（平成08年） |                  | 16,481           |          |
| 1997年（平成09年） |                  | 16,254           |          |
| 1998年（平成10年） |                  | 15,556           | [ * 2 ]  |
| 1999年（平成11年） |                  | 15,182           | [ * 3 ]  |
| 2000年（平成12年） |                  | 14,615           | [ * 3 ]  |
| 2001年（平成13年） |                  | 14,390           | [ * 4 ]  |
| 2002年（平成14年） | 27,448           | 14,012           | [ * 5 ]  |
| 2003年（平成15年） | 27,073           | 13,805           | [ * 6 ]  |
| 2004年（平成16年） | 26,448           | 13,575           | [ * 7 ]  |
| 2005年（平成17年） | 25,797           | 13,092           | [ * 8 ]  |
| 2006年（平成18年） | 24,926           | 12,630           | [ * 9 ]  |
| 2007年（平成19年） | 24,955           | 12,610           | [ * 10 ] |
| 2008年（平成20年） | 25,094           | 12,753           | [ * 11 ] |
| 2009年（平成21年） | 24,757           | 12,526           | [ * 12 ] |
| 2010年（平成22年） | 24,538           | 12,367           | [ * 13 ] |
| 2011年（平成23年） | 24,216           | 12,211           | [ * 14 ] |
| 2012年（平成24年） | 24,510           | 12,361           | [ * 15 ] |
| 2013年（平成25年） | 25,054           | 12,572           | [ * 16 ] |
| 2014年（平成26年） | 24,497           | 12,265           | [ * 17 ] |
| 2015年（平成27年） | 25,063           | 12,538           | [ * 18 ] |
| 2016年（平成28年） | 25,431           | 12,722           | [ * 19 ] |
| 2017年（平成29年） | 25,680           | 12,847           | [ * 20 ] |
| 2018年（平成30年） | 26,089           | 13,055           | [ * 21 ] |
| 2019年（令和元年） | 26,102           | 13,060           |          |
| 2020年（令和02年） | 20,015           |                  |          |
| 2021年（令和03年） | 21,989           |                  |          |
| 2022年（令和04年） | 23,638           |                  |          |
| 2023年（令和05年） | 24,312           |                  |          |
| 2024年（令和06年） | 24,996           |                  |          |

## 駅周辺
周辺は閑静な住宅街。駅のすぐ脇に踏切がある。
当駅の南側（白楽方）で東日本旅客鉄道（JR東日本）東海道本線の貨物支線（相鉄・JR直通線）が東急東横線をアンダークロスしている。貨物支線の鶴見駅 - 横浜羽沢駅 - 羽沢横浜国大駅間は大部分がトンネル区間であり、当該部分も港北トンネルで地下を通過しているため、外側から走行する列車を見ることはできない。
- 妙蓮寺[3]
- 妙蓮寺駅前商店街（妙蓮寺ニコニコ会）[3]
- 横浜銀行妙蓮寺支店
- りそな銀行綱島支店妙蓮寺出張所（有人店舗）
- 横浜妙蓮寺郵便局
- 菊名池公園[3]
  - 菊名池公園プール[3]
- 横浜市立港北小学校
- 武相中学校・高等学校
- オーケー 妙蓮寺店

### バス路線
- 横浜市営バスの最寄バス停留所は菊名池公園付近で水道道上にある[10]。
- 菊名橋停留所（当駅から徒歩約3分程）

| 乗り場 | 系統 | 主要経由地             | 行先           |
| ------ | ---- | ---------------------- | -------------- |
| 1      | 38   | 東高校前               | 鶴見駅西口     |
| 1      | 84   | 新子安駅西口           | 鶴見駅西口     |
| 1      | 291  | 松見町2丁目            | 大口駅         |
| 2      | 38   | 六角橋・東神奈川駅西口 | 横浜駅西口     |
| 2      | 291  | 三ツ沢総合グランド入口 | 横浜駅西口     |
| 2      | 84   | 六角橋                 | 東神奈川駅西口 |

- 川崎鶴見臨港バスの最寄バス停は旧・綱島街道上にある[10]。

| 系統 | 主要経由地                           | 行先       |
| ---- | ------------------------------------ | ---------- |
| 鶴01 | 菊名駅前・松見町・東高校入口・馬場町 | 鶴見駅西口 |

駅前の道路（旧・綱島街道）は一方通行の狭い道なので、バスターミナルや駅前広場はなく、路線バスは駅前まで来ない。ただし、1972年までは日吉駅（末期は綱島駅）行きの東急バス（当時は東京急行電鉄直営）が妙蓮寺駅前に乗り入れていたことがある。
この他に会員制のコミュニティバスがあり、毎週火曜日に限ってボランティアによる運行を行っている。
菊名おでかけバス OKストア前停留所、妙蓮寺郵便局前停留所
菊名駅西口（富士塚、篠原八幡神社前、錦が丘ロータリー経由）

## 隣の駅
東急電鉄
 東横線
■特急・□通勤特急・■急行
通過
■各駅停車
菊名駅 (TY16) - 妙蓮寺駅 (TY17) - 白楽駅 (TY18)